# Трушкэ, Габриела
Габриела Трушкэ (рум. Gabriela Trușcă, р. 15 августа 1957) — румынская гимнастка, призёр Олимпийских игр.
Родилась в 1957 году в Бакэу. В 1976 году на Олимпийских играх в Монреале стала обладательницей серебряной медали.
По окончании спортивной карьеры перешла на тренерскую работу, и воспитала несколько поколений гимнасток, среди которых — олимпийская призёрка Габриела Дрэгой.